# Фурати, Кенза
Кенза Фурати (англ. Kenza Fourati; род. 13 мая 1987, Лилль) — тунисско-французская фотомодель.

## Биография
Кенза Фурати родилась 13 мая 1987 года в Лилле. Отец — Али Фурати. Когда ей было 2 месяца, семья Кензы переехала в Тунис. Будущая модель учась там во французской средней школа, а затем переехала в Париж, где окончила Парижский университет со степенью в области литературы и изящных искусств. Посещала курсы актёрского мастерства в Лондоне.
В 2002 году в возрасте 15 лет Фурати заняла третье место в конкурсе «Elite Model Look» и подписала контракт с «Elite Model Management». Также работала в модельных агентствах «Munich Models», «Ford Models», «One Management». Снималась для журналов «Vogue», «Elle», «Madame Figaro», «Marie Claire», «L’Officiel Voyage», «Grazia», «GQ», «Cosmopolitan» «Sports Illustrated Swimsuit». Участвовала в различных рекламных кампаниях, среди которых «Pinko»
В 2005 году снялась в эпизоде фильма «Фрэнки» вместе с Дианой Крюгер. В октябре 2010 года Кенза вместе с тунисским актёром Даффером Лабидином была ведущей церемоний открытия и закрытия кинофестиваля «Карфаген».
В 2015 году снялась в фильме «Детка, детка, детка».

## Личная жизнь
В настоящее время живёт в Нью-Йорке. 26 апреля 2016 года вышла замуж за египетского журналиста Аймана Мохьелдина. 12 марта 2017 года у пары родилась дочь Дора.